# Asdod
Asdod (hebreu: אשדוד, Aixdod‎) és la cinquena ciutat més gran d'Israel, amb una població d'uns 210.000 habitants. El port d'Asdod és el més gran del país, pel qual entren en 60% de les importacions.

## Història

### Història antiga
Asdod va pertànyer als cananeus, que la van perdre després del 1200 aC i va passar als filisteus, sota els quals fou una de les cinc ciutats de la seva Pentàpolis, disputada per la tribu de Judà. Segons la Bíblia, l'Arca de l'Aliança va ser portada a aquesta ciutat via Ascaló pels filisteus, que l'havien robada als israelites, i la van col·locar al temple del déu Dagon.
Fou ocupada pel general Tartan al servei de Senaquerib d'Assíria el 713 aC. Segons Heròdot va patir un setge de 29 anys per part del faraó Psametic. Va pertànyer després a perses, macedonis i selèucides. Judes Macabeu i el seu gernà Jonatan se'n va apoderar. Sota domini romà fou restaurada per Gabinius. August la va donar a Salomé.

### Història contemporània

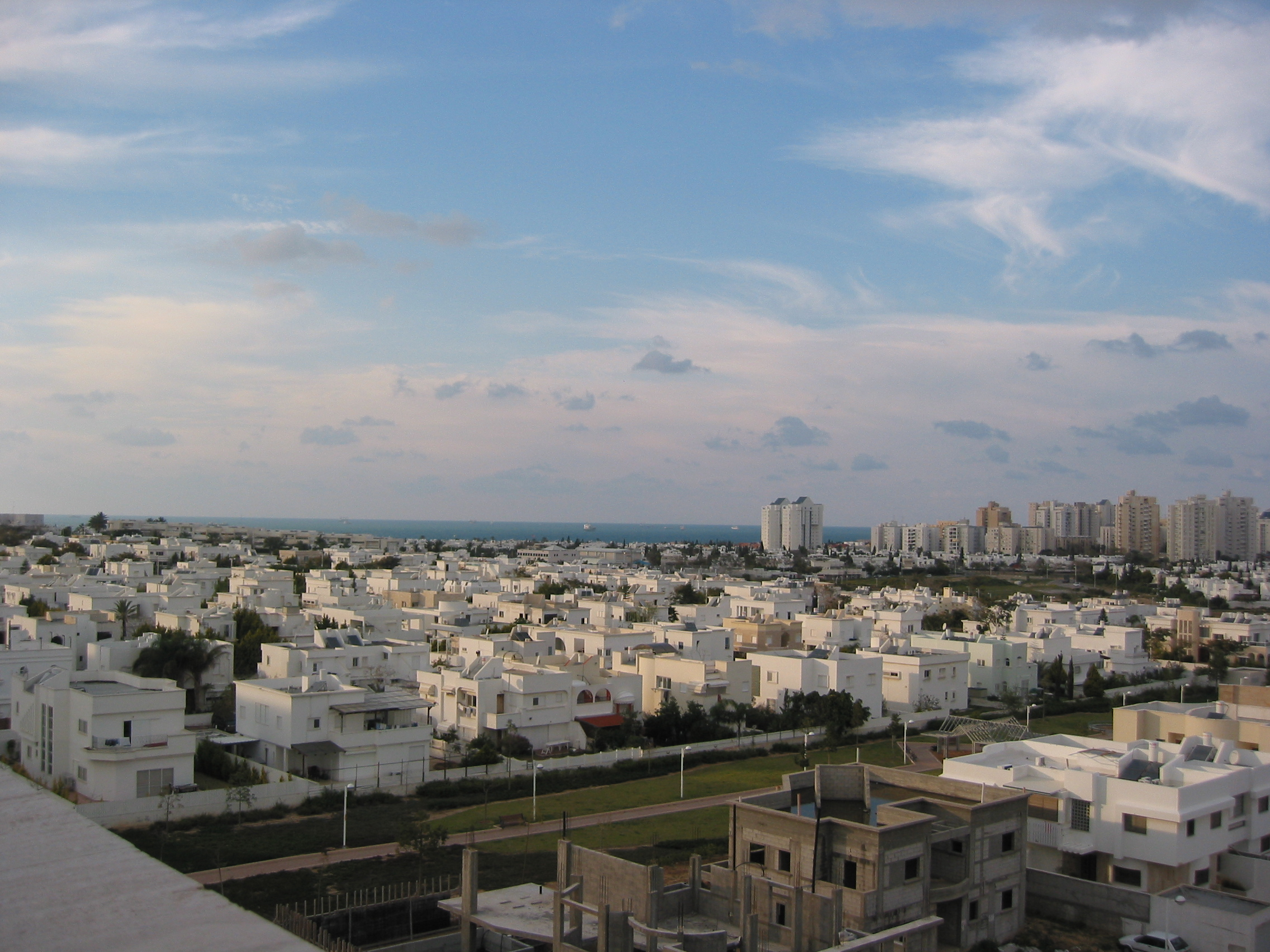
Imatge d'Asdod

Durant la Guerra araboisraeliana de 1948, les tropes egípcies van aconseguir avançar fins al poblat àrab d'Isdud, predecessor de l'Asdod actual, fins que s'hi rendiren el 28 d'octubre de 1948 i tots els habitants de la ciutat van ser expulsats juntament amb els soldats egipcis.
La ciutat moderna fou fundada el 1956 com a camp de refugiats per 22 famílies del Marroc i posteriorment s'hi van sumar algunes famílies d'Egipte. A partir d'abril de 1961 es decidí de construir-hi un port, i així aconseguí l'estatus de "ciutat a desenvolupar". L'objectiu d'aquest port, inaugurat el novembre de 1963 i que entrà en funcionament el novembre de 1965, era substituir el de la conflictiva Jafa. Actualment és el segon port de mercaderies més important del país després del de Haifa. A partir de 1991 va arribar a Asdod una onada migratòria de jueus de l'URSS.
L'economia de la ciutat es basa en la producció energètica, el refinat de petroli, la indústria petroquímica, la fabricació d'automòbils i el poliment de diamants. També s'hi troba l'empresa Elta, del sector aeronàutic.

## Alcaldes
- Robert Hayim, líder de la ciutat fins que se celebraren les primeres eleccions el 1961.
- Avner Garin (1963-1969)
- Zvi Zilker (1969-1983)
- Arye Azulay (1983-1989)
- Zvi Zilker (1989-)

## Ciutats agermanades
- Districte de Spandau a Berlín (Alemanya)